# N.F.-Board
N.F.-Board (New Football Federations-Board, neoficial Nouvelle Fédération-Board; NFB) este o federație de fotbal fondată pe data de 12 decembrie 2003. Echipele înscrise reprezintă state, teritorii independente, state nerecunoscute, minorități, popoare sau micronațiuni neafiliate la FIFA.

## Membri
| - Asirieni†* - Arhipelagul Chagos* - Gozo†* - Kurdistanul Irakian† - Monaco† - Ciprul de Nord† - Occitania† - Padania†* - Provence†* - Sápmi† - [[File:\|23x15px\|border \|alt=\|link=]] Tamil Eelam† - Saugeais - Sealand - [[File:\|23x15px\|border \|alt=\|link=]] Cascadia (USA, Canada) | - Darfur† - Raetia† - Skåneland† - Sahara Occidentală† - Zanzibar† - Indiile de Vest† |

### Membri care au jucat la Cupa VIVA
- Monaco
- Asirieni
- Gozo
- Kurdistanul Irakian
- Occitania
- Padania
- Provence
- Sápmi
- Cele Două Sicilii
- Sealand